# Калдијерино-Рота (Верона)
Калдијерино-Рота је насеље у Италији у округу Верона, региону Венето.
Према процени из 2011. у насељу је живело 1126 становника. Насеље се налази на надморској висини од 44 м.